# Bilan saison par saison de l'Association des sports de glace de Tours
L'Association des sports de glace de Tours (ASGT) est un club français de hockey sur glace évoluant en Ligue Magnus, l'équipe portant le surnom des diables noirs. Cette page dresse un bilan des saisons depuis la création du club en 1972,.

## Résultats
Note[D]: PJ : parties jouées, V : victoires, VP : victoires en prolongation, D : défaites, N : matchs nuls, DP : défaites en prolongation, BP : buts pour, BC : buts contre, Diff : Différence de buts
| Saison            | Division           | PJ             | V              | Vp             | D              | DP             | N              | BP             | BC             | Diff.          | Class. division | Playoffs | Class. français |
| ----------------- | ------------------ | -------------- | -------------- | -------------- | -------------- | -------------- | -------------- | -------------- | -------------- | -------------- | --------------- | --- | --------------- |
| 2009-2010 Détails | Division 2         | 22             | 19             | -              | 2              | -              | 1              | 122            | 53             | + 69           | 5e/20           | 2-0 Meudon Hockey Club (huitième de finale) 0-2 Bélougas de Toulouse (quart de finale)                                                                                            | 33              |
| 2008-2009 Détails | Ligue Magnus       | 28             | 8              | 1              | 15             | 4              |                | 91             | 121            | -30            | 10e/14          | 0-2 Étoile noire de Strasbourg (tour préliminaire) · Rétrogradation administrative                                                                                                | 10              |
| 2007-2008 Détails | Ligue Magnus       | 31             | 12             | 4              | 15             | 0              | -              | 102            | 105            | +74            | 7e/14           | 2-0 Ours de Villard-de-Lans (tour préliminaire) 0-3 Diables Rouges de Briançon (quart de finale)                                                                                  | 6               |
| 2006-2007 Détails | Division 1         | 28             | 25             |                | 1              | 0              | 2              | 140            | 50             | +90            | 1er/16          | Formule de saison sans séries éliminatoires · Champion de France Division 1 · Promu en Ligue Magnus                                                                               | 15              |
| 2005-2006 Détails | Division 2         | 22             | 20             |                | 0              | 0              | 2              | 135            | 34             | +101           | 1er/16          | 2-0 Aigles de La Roche-sur-Yon (demi-finale) · 2-0 Boxers de Bordeaux (finale) · Champion de France Division 2 · Promu en Division 1                                              | 31              |
| 2004-2005 Détails | Ligue Magnus       | 39             | 28             |                | 9              | 0              | 2              | 151            | 94             | +57            | 2e/15           | 3-1 Ducs d'Angers (quart-finale) · 3-2 Brûleurs de Loups de Grenoble (demi-finale) · 0-2 Scorpions de Mulhouse (finale) · Vice-Champion de France · Rétrogradation administrative | 2               |
| 2003-2004 Détails | Super 16[A]        | 29             | 9              |                | 16             | 2              | 2              | 85             | 116            | -31            | 8e/15           | 3-0 Brûleurs de Loups de Grenoble (quart de finale) | 8               |
| 2002-2003 Détails | Super 16           | 24             | 16             |                | 6              | 0              | 2              | 103            | 66             | +37            | 9e/14           | Non qualifié en séries éliminatoires Champion de la poule nationale (poule de maintien)                                                                                           | 9               |
| 2001-2002 Détails | Division 1         | 32             | 17             |                | 10             | 0              | 5              | 136            | 102            | +34            | 3e/14           | 1-1 Étoile noire de Strasbourg (quart-finale) 2-0 Ours de Villard-de-Lans (demi-finale)                                                                                           | 10              |
| 2000-2001         | Division 1         | 24             | 9              |                | 11             | 0              | 4              | 107            | 107            | +0             | 9e/15           | Non qualifié en série éliminatoire 3e de la poule de maintien | 19              |
| 1999-2000         | Nationale 1[B]     | 28             | 9              |                | 18             | 0              | 1              | 115            | 144            | -29            | 13e/16          | Non qualifié en série éliminatoire 5e de la poule de maintien | 22              |
| 1998-1999         | Nationale 1        | 26             | 9              |                | 12             | 0              | 5              | 110            | 133            | -23            | 15e/15          | Non qualifié en poule finale Dernier (7e) de la poule de maintien | 25              |
| 1997-1998         | Nationale 2[C]     | 28             | 19             |                | 4              | 0              | 5              | 219            | 130            | +89            | 2e/16           | Formule de saison sans série éliminatoire · 2e de la poule finale · Promu en nationale 1                                                                                          | 26              |
| 1996-1997         | Nationale 2        | 28             | 13             |                | 13             | 0              | 2              | 179            | 137            | +42            | 10e/16          | Non qualifié en poule finale 2e/8 de la poule de maintien | 34              |
| 1995-1996         | Division 2         | 26             | 12             |                | 10             | 0              | 4              | 100            | 88             | +12            | 12e/18          | Non qualifié en poule finale 3e/9 de la poule de maintien | 36              |
| 1994-1995         | Nationale 2        | 26             | 12             |                | 10             | 0              | 4              | 160            | 161            | -1             | 5e/18           | Formule de saison sans série éliminatoire 5e/9 de la poule finale | 29              |
| 1993-1994         | Nationale 2B       | 23             | 7              |                | 13             | 0              | 3              | 107            | 169            | -62            | 22e/24          | | 38              |
| 1992-1993         | Division 3         | 11             | 9              |                | 1              | 0              | 1              | 94             | 42             | +52            | 2e              | 2e de la poule finale · Promu en Division 2 | 42              |
| 1991-1992         | Division 3         | Non disponible | Non disponible | Non disponible | Non disponible | Non disponible | Non disponible | Non disponible | Non disponible | Non disponible | Non disponible  | Non disponible | Non disponible  |
| 1990-1991         | Ligue Nationale[A] | 31             | 6              |                | 25             | 0              | 0              | 115            | 241            | -126           | 7e/8            | 0-3 Diables Rouges de Briançon (quart de finale) · Rétrogradé en Division 3 (dépôt de bilan)                                                                                      | 7               |
| 1989-1990         | Nationale 1A       | 36             | 19             |                | 17             | 0              | 0              | 196            | 169            | +27            | 6e/10           | | 7               |
| 1988-1989         | Nationale 1A       | 30             | 11             |                | 15             | 0              | 4              | 127            | 165            | -38            | 7e/10           | 2e/4 poule de maintien | 8               |
| 1987-1988         | Nationale 1A       | 30             | 11             |                | 14             | 0              | 5              | 125            | 141            | -16            | 9e/10           | 2e/4 poule de maintien | 8               |
| 1986-1987         | Nationale 1B[B]    | 30             | 29             |                | 0              | 0              | 1              | Non disponible | Non disponible | Non disponible | 1er/10          | 1er de Nationale 1B · Promu en Nationale 1A | 11              |
| 1985-1986         | Nationale 1A       | 32             | 5              |                | 25             |                | 2              | 60             | 74             | -14            | 12e/12          | Dernier de la poule de Maintien · Rétrogradé en Nationale 1B | 12              |
| 1984-1985         | Nationale A        | 32             | 10             |                | 18             |                | 4              | 176            | 208            | -32            | 11e/12          | 5e/6 de la poule de relégation | 11              |
| 1983-1984         | Nationale A        | 36             | 20             |                | 16             |                | 0              | Non disponible | Non disponible | Non disponible | 9e/12           | 1e/6 de la poule de relégation | 9               |
| 1982-1983         | Nationale A        | 36             | 11             |                | 18             |                | 7              | 67             | 93             | -26            | 8e/12           | Formule de saison sans séries éliminatoires Dernier (8e) de la poule finale | 8               |
| 1981-1982         | Nationale A        | 32             | 23             |                | 6              |                | 3              | 244            | 127            | +117           | 2e/10           | Formule de saison sans séries éliminatoires Vice-Champion de France | 2               |
| 1980-1981         | Nationale A        | 28             | 18             |                | 7              |                | 3              | 166            | 123            | +43            | 2e/10           | Formule de saison sans séries éliminatoires Vice-Champion de France passe un tour en Coupe d'Europe                                                                               | 2               |
| 1979-1980 Détails | Nationale A        | 28             | 23             |                | 2              |                | 3              | 242            | 137            | +105           | 1er/10          | Formule de saison sans séries éliminatoires Champion de France | 1               |
| 1978-1979         | Nationale A        | 28             | 16             |                | 10             |                | 2              | 187            | 139            | +48            | 5e/10           | Formule de saison sans séries éliminatoires 2e de la poule finale Vice-Champion de France                                                                                         | 2               |
| 1977-1978,        | Nationale A        | 18             | 10             |                | 7              |                | 1              | 98             | 84             | +14            | 3e/10           | Formule de saison sans séries éliminatoires Vainqueur de la Coupe de France | 3               |
| 1976-1977         | Nationale B[B]     | 19             | 16             |                | 1              |                | 2              | 216            | 67             | +149           | 1er/9           | Champion de France Nationale B · 2e/4 de la poule Promotion/Relégation · Promu en Nationale A · Finaliste de la Coupe de France                                                   | 11              |
| 1975-1976         | Nationale B        | 19             | 13             |                | 5              |                | 1              | 158            | 63             | +95            | 1er/9           | Champion de France Nationale B Dernier (4e) de la poule Promotion/Relégation | 11              |
| 1974-1975         | Nationale C[C]     | 20             | 19             |                | 1              |                |                | 209            | 57             | +152           | 1er             | Champion de France Nationale C · Promu en Nationale B · Vainqueur de la Coupe de France                                                                                           | 15              |
| 1973-1974         | Nationale C        | 14             | 10             |                | 3              |                | 1              | 134            | 44             | +90            | 2e/8            | 2e de la ligue de Paris Non qualifié en poule finale | 21              |
| 1972-1973         | Coupe Armor[E]     | 8              | 6              |                | 2              |                |                | 82             | 37             | +45            | 2e/5            | |                 |

## Statistiques
Depuis la saison 1985-86.
| Division                 | Nombre     | MJ  | V   | D   | DP | N  | +    | -    | Dif. |
| ------------------------ | ---------- | --- | --- | --- | -- | -- | ---- | ---- | ---- |
| Total                    | 21 saisons | 551 | 290 | 205 | 2  | 54 | 2504 | 2289 | +215 |
| Total en Elite           | 7 saisons  | 219 | 100 | 102 | 2  | 15 | 902  | 992  | -90  |
| Saison régulière (Elite) |            | 202 | 94  | 92  | 2  | 14 | 855  | 922  | -67  |
| Play-Offs (Elite)        |            | 17  | 6   | 10  | 0  | 1  | 47   | 70   | -23  |
| Total en Division 1      | 7 saisons  | 191 | 105 | 65  | 0  | 21 | 715  | 705  | +10  |
| Total en Division 2      | 6 saisons  | 152 | 95  | 39  | 0  | 18 | 915  | 603  | +312 |
| Total en Division 3      | 2 saisons  | 11  | 9   | 1   | 0  | 1  | 94   | 42   | +52  |